# نيال فيرغسون
نيال كامبل فيرغسون (بالإنجليزية: Niall Ferguson) (وُلد في 18 أبريل 1964) هو مؤرخ اسكتلندي يعمل كزميل في معهد هوفر. سابقا كان نيال زميلا ذا أقدمية في البحث العلمي في جامعة يسوع أوكسفورد، وأستاذا زائرا في كلية الإنسانيات الجديدة، كما حاضر أيضا في جامعة هارفارد.
يكتب فيرغسون ويلقي المحاضرات عن التاريخ العالمي، وعلم الاقتصاد، والتاريخ المالي، والإمبريالية الأمريكية والبريطانية. يستهر فيرغسون بآرائه المخالفة للعامة مثل دفاعه عن الإمبراطورية البريطانية. قال فيرغسون عن نفسه مرة أنه «عضو مدفوع له مسبقا في عصابة الإمبرياليين الجدد» بعد غزو العراق.
كان فيرغسون محررا مساهما في بلومبرج تيليفجن Bloomberg Television وكاتب عمود صحفي في نيوزويك. كان فيرغسون مستشارا لحملة جون ماكين لرئاسة الولايات المتحدة في 2008، ودعم ميت رومني في 2012، كما كان ناقدا قويا لباراك أوباما.
كتب فيرغسون وقدم العديد من السلاسل التلفزيونية الوثائقية مثل صعود المال The Ascent of Money، والذي فاز بجائزة إيمي العالمية لأفضل فيلم وثائقي في 2009. في 2004، كان فيرغسون ضمن قائمة مجلة تايم Time لأكثر مائة شخصية تأثيرا في العالم.

## الآراء والأبحاث

### الحرب العالمية الأولى
في 1998، نشر فيرغسون كتاب رثاء الحرب: شرح الحرب العالمية الأولى، والذي تمكن من كتابته في خمسة أشهر فقط بمساعدة مساعدين بحثيين. كان الكتاب تحليلا لما اعتبره فيرغسون أكبر عشر أساطير بخصوص الحرب العظمى. أثار الكتاب الكثير من الجدل، وخاصة اقتراح فيرغسون بأنه كان ليكون أكثر فائدة لأوروبا إذا بقيت بريطانيا العظمى خارج الحرب العالمية الأولى في 1914، وبالتالي السماح لألمانيا بالانتصار. رأى فيرغسون أن قرار بريطانيا بالتدخل هو ما منع الانتصار الألماني في 1914-1915. بالإضافة إلى ذلك، أعلن فيرغسون مخالفته لتفسير «الطريق الخاص» للتاريخ الألماني والذي تبناه بعض المؤرخين الألمان مثل فريتز فيشر وهانز إولريش فيلر وهانز مومسين وفولفغانغ مومسين الذي اعتبروا أن القيصرية الألمانية بدأت حربا هجومية عمدية في 1914. بالمثل، فقد هاجم فيرغسون كثيرا أعمال المؤرخ الألماني مايكل ستورمير، الذي اعتبر أن وضع ألمانيا الجغرافي في أوروبا الوسطى حدد المسار التاريخي لألمانيا.
على النقيض من ذلك، اعتبر فيرغسون أن ألمانيا أطلقت حربا وقائية في 1914، وهي حرب أُجبر عليها الألمان بسبب الدبلومساية البريطانية المتهورة وغير المسؤولة. يتهم فيرغسون أيضا الأمين البريطاني للشؤون الخارجية إدوارد غراي بالحفاظ على السلوك الغامض لقضية ما إذا كانت بريطانيا ستدخل الحرب أم لا، وبالتالي إرباك برلين بخصوص السلوك البريطاني تجاه قضية التدخل في الحرب. اتهم فيرغسون لندن بالسماح بحدوث حرب في المنطقة غير ضرورية في أوروبا وبتطورها إلى حرب عالمية. علاوة على ذلك، أنكر فيرغسون أن أصول القومية النازية يمكن الربط بينها وبين الإمبريالية الألمانية. بدلا من ذلك، أكد فيرغسون على أن أصول النازية يمكن تتبعها إلى الحرب العالمية الأولى وتوابعها.
هاجم فيرغسون عددا من الأفكار التي اعتبرها «أسطورية» في كتابه. هذه الأفكار هي:
- كانت ألمانيا دولة شديدة العسكرية قبل 1914 (ادعى فيرغسون أن ألمانيا كانت الدولة الأوروبية الأكثر معاداة للعسكرية).[15]
- التحديات الأسطولية البحرية التي قامت بها ألمانيا دفعت بريطانيا إلى تحالفات غير رسمية مع فرنسا وروسيا قبل 1914 (ادعى فيرغسون أن البريطانيين اختاروا التحالف مع فرنسا وروسيا كاستلطاف بسبب قوتهما، وقد فشل التحالف الألماني الإنجليزي في تجسيد الضعف الألماني).[16]
- كانت السياسة البريطانية الخارجية مدفوعة بمخاوف مشروعة من ألمانيا (ادعى فيرغسون أن ألمانيا لم تكن تشكل أي تهديد لبريطانيا قبل 1914، وأن كل مخاوف بريطانيا من ألمانيا كانت بسبب انحيازات غير منطقية ضد الألمان).[17]
- أن كل سباقات التسلح قبل 1914 كانت تشكل جزءا كبيرا من الموازنة القومية بمعدل غير مسبوق (ادعى فيرغسون أن القيود الوحيدة على الإنفاقات العسكرية قبل 1914 كانت سياسية وليست اقتصادية).[18]
- أن الحرب العالمية الأولى –كما ادعى فريتز فيشر- كانت حربا هجومية من جانب ألمانيا والتي اضطرت بريطانيا إلى التدخل لإيقاف ألمانيا من غزو أوروبا (ادعى فيرغسون أنه إن كانت ألمانيا قد انتصرت، فإنه كان سيتم تشكيل شيئا مشابها للاتحاد الأوروبي، وأنه كان سيكون من الأفضل لبريطانيا لو امتنعت عن دخول الحرب).[19]
- أن معظم الناس كانوا سعداء باندلاع الحرب في 1914 (ادعى فيرغسون أن معظم الأوروبيين كانوا حزنى بسبب بداية الحرب).[20]
- أن الدعاية كانت ناجحة في جعل الرجال يرغبون في القتال (يدعي فيرغسون العكس).[21]
- أن الحلفاء استغلوا مواردهم الاقتصادية (ادعى فيرغسون أن الحلفاء أهدروا مواردهم الاقتصادية).[22]
- أن البريطانيين والفرنسيين امتلكوا الجيوش الأفضل (ادعى فيرغسون أن الجيش الألماني كان متفوقا عليهما).[23]
- أن الحلفاء كانوا أكثر فاعلية في قتل الألمان (ادعى فيرغسون أن الألمان كانوا أكثر فاعلية في قتل الحلفاء).[24]
- أن معظم الجنود كرهوا القتال في الحرب (ادعى فيرغسون أن معظمة الجنود قاتلوا بناء على رغبتهم).
- أن البريطانيين عاملوا أسرى الحرب الألمان جيدا (جادل فيرغسون أن البريطانيين كانوا يقتلون أسرى الحرب الألمان بصورة دورية).
- أن الألمان واجهوا تعويضات بعد 1921 لا يمكن تسديدها إلا بثمن اقتصادي مدمر (ادعى فيرغسون أن ألمانيا كان بإمكانها تسديد التعويضات بسهولة إن كان هناك رغبة سياسية).

### هنري كسنجر
في 2003، سمح وزير الخارجية الأمريكي هنري كسنجر لفيرغسون بالاطلاع على مذكرات البيت الأبيض وخطاباته وأرشيفاته. في 2005، نشر فيرغسون أول مجلد في جزئين أسماه كسنجر: 1923-1968: المثالي والذي نشرته بنجوين برس للنشر Penguin Press.
كان موضوع المجلد الأول هو أن كسنجر تأثر كثيرا في تطوره السياسي والأكاديمي بالفيلسوف إيمانويل كانت، وخاصة تفسير كانت الذي تعلمه من معلمه في جامعة هارفارد ويليام إيليوت.

### الإمبراطورية البريطانية
دافع فيرغسون عن الإمبراطورية البريطانية، إذ اعتبر الكثير من المؤرخين والمعلقين أن آراءه طائشة وخاطئة وطموحة ومثيرة للقلق. ينتقد فيرغسون بشدة ما يطلق عليه «الجَلد الذاتي» الذي يرى أنه يميز الفكر الأوروبي الحديث.
في الفيلم الوثائقي في 2003 بعنوان إمبراطورية Empire، جادل فيرغسون أن غطاء الإمبراطورية البريطانية كالقوة العالمية العظمى انتقل إلى الولايات المتحدة بعد الحرب العالمية الثانية، وهو ما أدى إلى اقتباس فيرغسون قصيدة روديارد كينغ «عبء الرجل الأبيض» التي كتبها في 1898 مادحا فيها الولايات المتحدة لكونها قوة إمبريالية بغزوها الفلبين من إسبانيا، إذ اعتبرها لا تزال متعلقة اليوم كما كانت في 1898. يرى فيرغسون أن الولايات المتحدة يجب أن تفخر بكونها قوة إمبريالية مقارنة ببريطانيا، وبغزو الدول الأخرى لما يراه فيرغسون في صالحها، ويشتكي فيرغسون كثيرا أن الأمريكيين يرفضون قبول أنه على الأمة أن يكون لها دور إمبريالي في العالم المعاصر.

### الإسلام و«أورابيا»
كتب ماثيو كار في العرق والطبقة Race & Class أن نيال فيرغسون، المؤرخ الإنجليزي المحافظ والمؤيد المتحمس للإمبراطورية الأمريكية الجديدة، قد أيد أيضا فكرة أورابيا في مقال انتشر على نطاق واسع بعنوان «أورابيا؟»، حيث تحسر على «انتزاع مسيحية أوروبا» وعلمانية القارة التي تركتها ضعيفة في وجه التعصب والقبلية. أضاف كار أن فيرغسون يرى أن تأسيس قسم جديد للدراسات الإسلامية في جامعة أوكسفورد كعرَض آخر على الأسلمة الزاحفة للعالم المسيحي المتدهور.
في 2015، تحسر فيرغسون على هجمات باريس التي نفذها إرهابيو تنظيم الدولة الإسلامية، ولكنه أعلن أنه لن يقف مع الفرنسيين معلنا أن فرنسا أصبحت قضية خاسرة، ودولة متدهورة واجهت موجات إسلامية لا تتوقف والتي أزاحت كل شيء حاول الوقوف في وجهها. قارن فيرغسون بين الاتحاد الأوروبي المعاصر وبين الإمبراطورية الرومانية الغربية واصفا أوروبا الحديثة بكونها لا تختلف كثيرا عن العالم الذي كونه إدوارد جيبون في كتابه تاريخ ضعف وسقوط الإمبراطورية الرومانية. كتب فيرغسون قائلا:
كتب فيرغسون أن أزمة الهجرات الكبيرة للاجئين إلى أوروبا من سوريا هي نسخة معاصرة لعصر الهجرات عندما اندفع الهون من آسيا وغزوا أوروبا، مما دفع الملايين من الشعوب الجرمانية إلى الهرب نحو الأمان المفترض في الإمبراطورية الرومانية مدمرين كل ما في طريقهم مع محاولات الرومان الفاشلة في إيقاف الجرمان من دخول الإمبراطورية. كتب فيرغسون أن غيبون كان خاطئا في افتراضه أن الإمبراطورية الرومانية انهارت ببطء وقال أن الرأي السائد بين الباحثين المعاصرين هو أن سقوط الإمبراطورية الرومانية الغربية كان سريعا وعنيفا والذي لم يتوقعه الرومان في هذه الفترة، تماما كما سيفاجئ انهيار الحضارة الأوروبية الحديثة الأوروبيين المعاصرين.

## روابط خارجية
- نيال فيرغسون على موقع IMDb (الإنجليزية)
- نيال فيرغسون على موقع مونزينجر (الألمانية)
- نيال فيرغسون على موقع ميوزك برينز (الإنجليزية)
- نيال فيرغسون على موقع إن إن دي بي (الإنجليزية)
- نيال فيرغسون على موقع قاعدة بيانات الفيلم (الإنجليزية)